# Sociedad Ballenera de Magallanes
Sociedad Ballenera de Magallanes fue una empresa ballenera chilena que operó en los mares australes de Sudamérica y de la Antártida entre 1906 a 1916. Contituyendose en una de las más importantes en la historia ballenera chilena, pero además sudamericana y antártica. Considerada además por la historiografía chilena como uno de los principales antecedentes de la ocupación soberana del Territorio Chileno Antártico, con la instalación en Caleta Balleneros, en la Isla Decepción, de una estación ballenera, el primer establecimiento semipermanente en la Antártica, en la cual flameó la bandera chilena entre 1906 a 1914.
Su relevancia se debe principalmente a que sus actividades subantárticas son consideradas para Chile como uno de sus argumentos sobre derechos de soberanía en la Antártica.

## Historia

### Origen
La conformación de la Sociedad Ballenera de Magallanes, y del inicio de la moderna caza de ballenas en los mares australes, tienen su origen en la labor pionera que el capitán noruego-chileno Adolfo Andresen relalizara a partir de su llegada a Punta Arenas en 1894 hasta los primeros años del siglo XX. Fue durante esa época que se percató de las posibilidades que la zona austral de Chile presentaba para la caza de lobos marinos y ballenas. Fue así que se asoció en 1903 al empresario puntarenense Mauricio Braun. En ese año realizó el primer viaje de cacería de ballenas desde Punta Arenas hasta el Cabo de Hornos, si bien su carácter fue más de explotario, en un segundo viaje reportaría las primeras ballenas, lo que motivó a la inversión de nuevos capitales en su proyecto. Pedro A. de Bruyne fue atraído al proyecto ballenero, conformando a fines de 1904 la Sociedad de Bruyne, Andresen y Cía. obteniendo los permisos oficiales de parte del gobierno para ocupar Bahía Águila, en la Península de Brunswick, 48 km al sur de la ciudad de Punta Arenas, donde se estableció un centro de operaciones para la recién montada compañía.

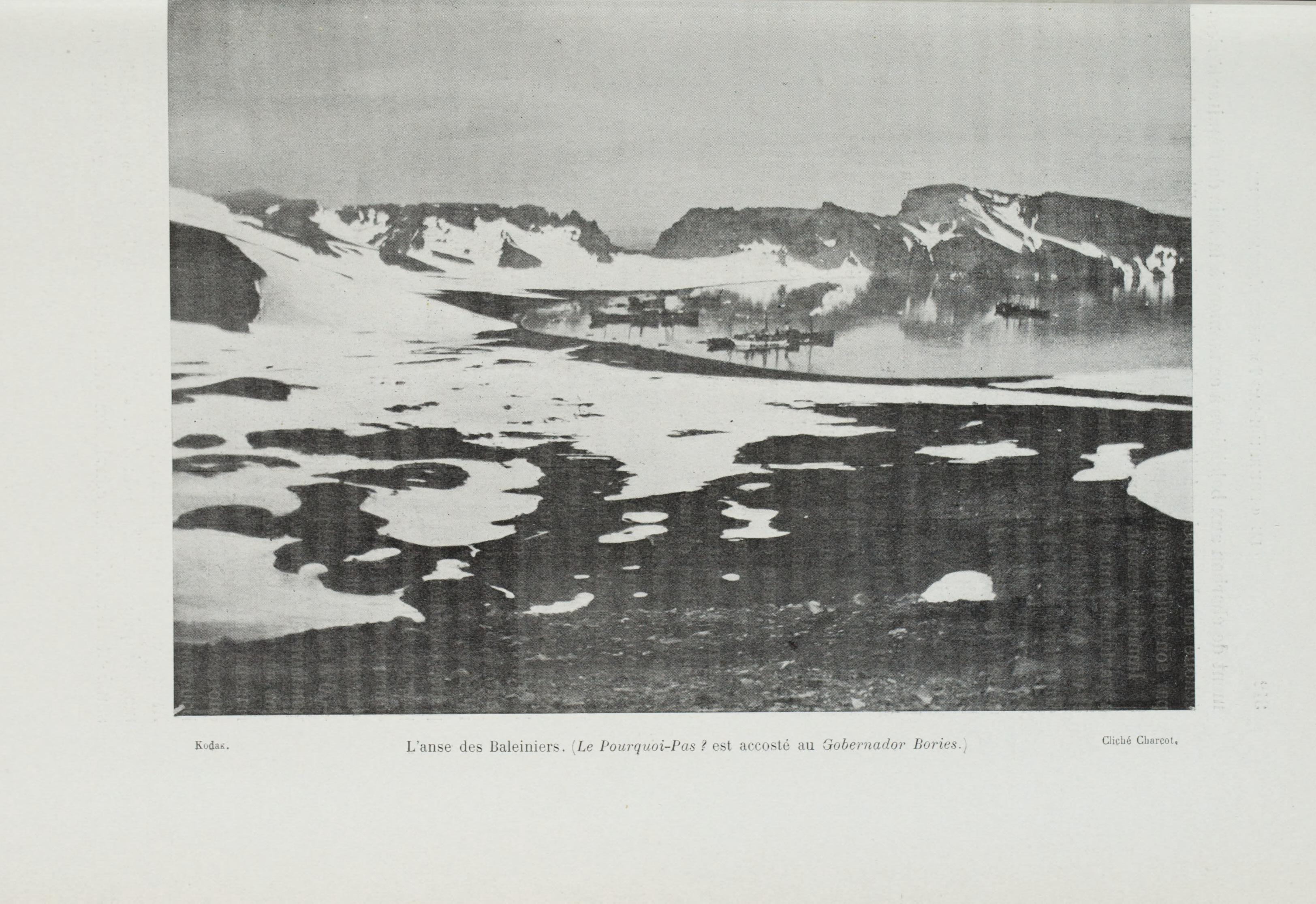
Buque Gobernador Bories junto al Le pourquoi-pas dans, en la isla Decepción.

El Capitán Andresen se dirige a Noruega para adquirir un buque cazador, elementos necesarios y personal con experiencia en la actividad ballenera. El ballenero recién construido y bautizado Almirante Montt, recaló en Punta Arenas en agosto de 1905. Inició su campaña de caza en la primavera la que continuó durante todo el verano hasta marzo de 1906.
En la temporada de 1905, Andresen cazó 129 ballenas operando desde su planta factoría, establecida en Punta Arenas y en el canal Beagle. En la temporada siguiente cazó 106 ballenas. Habiendo tenido éxito en este crucero, la empresa decidió aumentar el capital a fin de darle mayor actividad. Esta decisión dio origen a la Sociedad Ballenera de Magallanes, que fue legalmente autorizada por Decreto Supremo 2.905 del 7 de julio de 1906, siendo nombrado presidente Mauricio Braun y gerente Pedro De Bruyne. El capital social asciende a 100.000 libras esterlinas.
Entre 1905 a 1916 operaron para la sociedad ballenera en aguas magallánicas y antárticas las siguientes naves: Almirante Montt; Almirante Valenzuela; buque Gobernador Bories (I); Cornelia Jacoba; Rubens; vapor Telefon; vapor Almirante Señoret; barca Wilhelmine; Almirante Goñi; y buque Gobernador Bories (II)

### Establecimiento en la antártica
Por decreto supremo NE 2.905,  de fecha 7 de julio de 1906, con las firmas de Germán Riesco, presidente de Chile, y Joaquín Prieto, canciller, el gobierno chileno autoriza la existencia y aprueba los estatutos de la Sociedad Ballenera de Magallanes. Esta sería autorizada el 1 de diciembre  de 1906 a instalarse en las Islas Shetland del Sur mediante el Decreto N° 1314 del gobernador de Magallanes, lo cual hicieron en la Caleta Balleneros de la isla Decepción, izando la bandera chilena e infraestructura y un depósito de carbón.
En 1908, durante la Cuarta Expedición Antártica Francesa, el explorador y médico Jean-Baptiste Charcot visitó las compañías balleneras noruegas y la chilena en la Isla Decepción, en esta última para aprovisionarse de carbón. Un informe de Charcot dice:

Hablo extensamente con el señor Andresen, quien me proporciona datos útiles e interesantes. Hay aquí, en Decepción, tres compañías de balleneros: una chilena y dos noruegas; pero aparte de algunos maquinistas chilenos, los doscientos habitantes actuales de la estación son noruegos. Una de las dos compañías noruegas, tiene como pontón-fábrica un vapor de 2000 toneladas aproximadamente, y llega de las Malvinas; la otra posee dos fragatas de tres palos, viejos veleros que han llegado del Cabo de Buena Esperanza, remolcados por sus pequeñas chalupas de vapor y, en fin, la Sociedad Ballenera de Magallanes, la mejor montada, tiene como pontón-fábrica el vapor de 3000 toneladas sobre el que nosotros estamos (Buque Factoria Gobernardor Bories) ...

Luego de la Navidad la expedición francesa deja la isla, Charcot deja en su informe la impresión que le deja la despedida:

Antes de tomar el estrecho canal de salida de la bahía interior de la isla, delante de la estación de los balleneros, disminuimos la velocidad; banderas chilenas y noruegas nos saludan, los pitazos rasgan el aire y nosotros contestamos el saludo a tan valientes y acogedoras personas...

Charcot, deseando materializar sus agradecimientos a Adolfo Andresen y la Sociedad Ballenera de Magallanes al proveerlo de treinta toneladas de carbón y de víveres a fin de que continuara con su expedición, nombró
a una isla descubierta en la costa Loubet como Isla Andresen.
En el año 1909, la Sociedad Ballenera de Magallanes estaba compuesta por los siguientes navíos: Gobernador Bories, Almirante Montt, Almirante Valenzuela, Almirante Uribe y velero Cornelia Jacoba. Más tarde adquiriría el Almirante Señoret y el Almirante Goñi.

### Abandono de factoría en la isla Decepción
La actividad de la Sociedad Ballenera de Magallanes en su planta factoría en caleta Balleneros llegó a su término en la temporada estival de 1914. La Primera Guerra Mundial restringió seriamente las actividades balleneras en las aguas australes y antárticas.
En 1916, la Sociedad Ballenera de Magallanes entra en disolución, vendiendo sus últimas embarcaciones.